# توم نوفي
توماس ريشولد (Thomas Rieshold) (بالألمانية: Tom Novy)‏ و يعرف في الوسط الفني أكثر باسم توم نوفي (Tom Novy)هو دي جي و منتج أسطوانات ألماني من مواليد 10 مارس 1970.

## روابط خارجية
- توم نوفي على موقع ميوزك برينز (الإنجليزية)
- توم نوفي على موقع ميوزك برينز (الإنجليزية)
- توم نوفي على موقع أول ميوزيك (الإنجليزية)
- توم نوفي على موقع أول ميوزيك (الإنجليزية)
- توم نوفي على موقع ديسكوغز (الإنجليزية)
- توم نوفي على موقع ديسكوغز (الإنجليزية)